# Lodewijk II de Baenst
Lodewijk II de Baenst (ca.1450 - 5 juni 1494) was een edelman in het graafschap Vlaanderen.

## Levensloop
Lodewijk II de Baenst was de zoon van Lodewijk I de Baenst en Clara Losschaert. Hij was de jongere broer van Paul de Baenst.
In 1479 werd hij tot ridder geslagen na de overwinning van Maximiliaan van Oostenrijk op de Fransen in de slag bij Guinegatte op 7 augustus 1479.
In april van datzelfde jaar had hij deelgenomen aan het jaarlijkzs steekspel van de Witte Beer en behaalde de eerste prijs wat hem tot forestier deed uitroepen. In september van dat jaar werd hij raadslid van Brugge, direct gevolg van zijn overwinning in het steekspel. Hij was ook hoofdman van het Sint-Donaassestendeel in 1480 en van het Sint-Jacobssestendeel in 1482. Dit waren de enige opdrachten die hij als stadsbestuurder opnam.
Hij trad nog aan in de steekspelen van 1480 en 1481. In 1480 nam hij ook deel aan het steekspel van de Epinette in Rijsel. Als krijgsman was hij ook lid van de Sint-Jorisgilde voor kruisboogschutters.
In 1486 trouwde De Baenst met Margareta Boulengier uit Bergen, dochter van Nicolaas, heer van Mauvilles. Hij overleed in Brugge en werd in de Onze-Lieve-Vrouwkerk begraven.
Hij maakte de pelgrimstocht naar Jeruzalem en de heilige plaatsen. Hij was ook lid van heel wat godsdienstige genootschappen, zoals:
- de Edele Confrérie van het Heilig Bloed
- Sint-Joos (in de Ezelstraat)
- Onze-Lieve-Vrouw ter Sneeuw
- Sint-Joris ten Distel
- Onze-Lieve-Vrouw van Rozebeke
- Sint-Barbara in Sint-Pieterscapelle
- Sint-Cornelis in het Sint-Janshuis
- de Tienduizend martelaars van Onze-Lieve-Vrouw
- de Drie Santinnen van Onze-Lieve-Vrouw
- Sint-Margriete in de Plaetspolder.

In de Onze-Lieve-Vrouwekerk in Brugge vindt men de gedenksteen in reliëf die aan het echtpaar de Baenst-Boulengier herinnert, zeer gelijkend aan die van zijn ouders, en zeer waarschijnlijk beide gelijktijdig tegen het einde van de vijftiende eeuw gemaakt. Het echtpaar staat er op afgebeeld zonder kinderen, want dit huwelijk bleef kinderloos.
Lodewijk II had wel een bastaarddochter die hij erkende, Cornelia de Baenst, dochter van Elizabeth van Wetteren. Hij bedacht haar in zijn testament met een pachtgoed in Heist.